# Ministério das Subsistências e Transportes
O Ministério das Subsistências e Transportes (1918 - 1932) foi um departamento do Governo da República Portuguesa, existente entre 1918 e 1932. O ministério foi criado pelo Decreto nº 3902 de 9 de março de 1918, durante a vingência do governo de Sidónio Pais, herdando funções, até aí, atribuídas ao Ministério do Comércio e ao Ministério do Trabalho e Previdência Social. Durante o período de regime sidonista, o uso do termo "ministério" foi preterido em detrimento do termo "secretaria de Estado", sendo, consequentemente, o departamento referido como Secretaria de Estado das Subsistências e Transportes.
O departamento foi criado com o objetivo de responder à dificuldade de abastecimentos a Portugal e à, consequente, falta de géneros alimentares, provocadas pela Primeira Guerra Mundial. O Ministério das Subsistências e Transportes deveria fomentar o aumento da produção nacional e travar a especulação sobre os bens económicos de primeira necessidade.